# Prince Fielder
Pour les articles homonymes, voir Fielder.
Prince Semien Fielder (né le 9 mai 1984 à Ontario, Californie, États-Unis) est un ancien joueur de baseball. Il évolue dans les Ligues majeures de baseball de 2005 à 2016.
Prince Fielder joue pour les Brewers de Milwaukee de 2005 à 2011 et détient le record de cette franchise pour les circuits (50) en une seule saison. Il est le plus jeune joueur à avoir frappé 50 circuits en une saison dans l'histoire des Ligues majeures. Aussi membre des Tigers de Détroit en 2012 et 2013 puis des Rangers du Texas de 2014 à 2016, Fielder gagne trois Bâtons d'argent au poste de joueur de premier but et est six fois sélectionné pour le match des étoiles. Il est le fils du joueur de baseball professionnel Cecil Fielder.

## Biographie

### Premières années
Prince Fielder est le fils de Cecil Fielder, une vedette de la Ligue majeure de baseball dans les années 1980 et 1990 qui passe ses meilleures années avec les Tigers de Détroit. Vers l'âge de 12 ans, alors que le jeune Prince visite son père et qu'il s'amuse avec les joueurs durant un entraînement, il frappe un coup de circuit dans les gradins du Tiger Stadium.
En 1992, Prince Fielder, âgé de huit ans, apparaît avec son père Cecil dans une publicité télévisée pour McDonald's.

### Carrière scolaire et universitaire
Prince Fielder est le choix de première ronde des Brewers de Milwaukee en juin 2002. Il évolue alors au high school Eau Gallie à Melbourne en Floride, le même lycée qu'a notamment fréquenté Tim Wakefield. Il est le septième joueur repêché cette année-là et six équipes (les Pirates, les Rays, les Reds, les Orioles, les Expos et les Royals) optent pour un autre joueur que Fielder lorsque vient le temps de faire connaître leur sélection. B.J. Upton (Rays) et Zack Greinke (Royals) sont notamment repêchés avant Fielder.
Il signe son premier contrat professionnel le 17 juin 2002 et obtient des Brewers un boni de signature de deux millions de dollars.

### Ligues mineures
Fielder amorce sa carrière en se rapportant à un club de la Ligue des recrues deux jours après avoir signé son contrat avec Milwaukee. À son premier match avec l'équipe des Raptors d'Ogden le 19 juin 2002, il frappe un grand chelem en neuvième manche.
Il gravit les échelons au cours de ses quatre années en ligues mineures avec les clubs-école des Brewers, connaissant notamment une saison de 27 circuits et 112 points produits en 137 parties pour le club de Beloit en 2003 dans le niveau A.
En 2005, avec les Sounds de Nashville de la Ligue de la côte du Pacifique, le club-école de classe AAA des Brewers, Fielder claque 28 circuits et produits 86 points en 103 matchs.
Il figure dans le top 15 des joueurs de baseball les plus prometteurs au monde selon Baseball America chaque année de 2004 à 2006.

### Ligues majeures de baseball

#### Brewers de Milwaukee

##### Saison 2005
Rappelé des ligues mineures une première fois au cours de la saison 2005, Prince Fielder fait ses débuts dans le baseball majeur avec les Brewers de Milwaukee le 13 juin. Le joueur de premier but est inséré dans la formation partante des Brewers comme frappeur désigné puisqu'il s'agit d'un match interligue contre un club de la Ligue américaine.
Il frappe son premier coup sûr le 15 juin, un double aux dépens du lanceur Hideo Nomo, alors avec les Devil Rays de Tampa Bay. Il ajoute en fin de match un autre double, cette fois contre Danys Báez, faisant marquer un coureur et récoltant son premier point produit dans les grandes ligues.
Le 25 juin au Miller Park de Milwaukee, il réussit son tout premier coup de circuit au plus haut niveau, une frappe de trois points comme frappeur suppléant opposé au lanceur Jesse Crain des Twins du Minnesota.
Fielder retourne dans les mineures à Nashville après le match des Brewers du 3 juillet, mais est rappelé pour un second séjour à la mi-août. Il termine la saison régulière à Milwaukee pour un total de 39 parties jouées pour les Brewers en 2005. Il affiche durant cette période une moyenne au bâton de ,288 avec deux coups de circuit et 10 points produits. À l'instar de plusieurs autres frappeurs de puissance, Fielder affiche un nombre élevé de retraits sur des prises : en 2005 avec les Brewers il en compte autant (17) que de coups sûrs. Même s'il continue d'être souvent retiré sur des prises, il abaisse cependant cette fréquence au cours des saisons suivantes en plus de compenser par un plus grand nombre de buts-sur-balles reçus.

##### Saison 2006

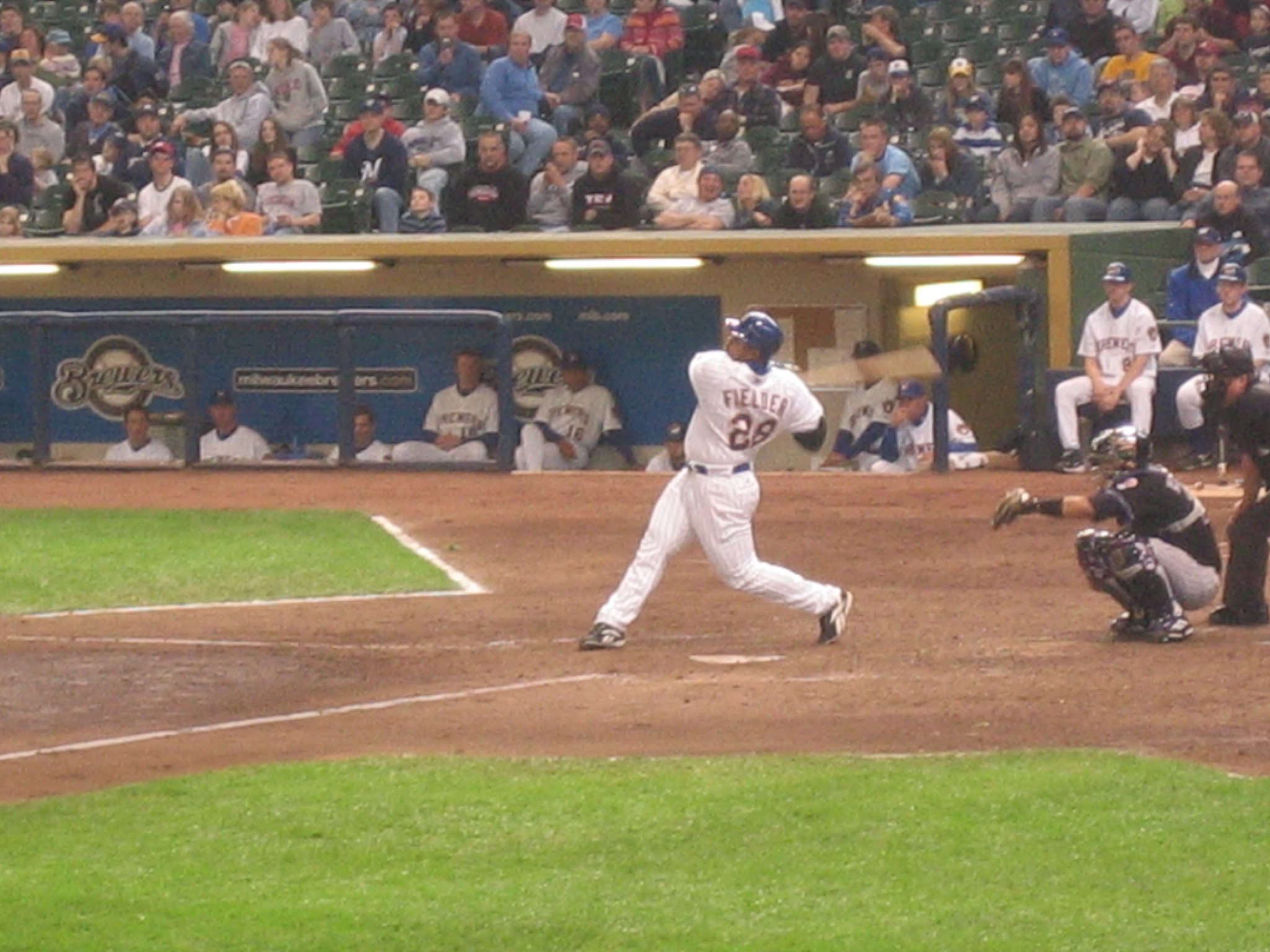
Prince Fielder au Miller Park.

En 2006, les Brewers jugent que Fielder est maintenant prêt à réellement amorcer sa carrière en Ligue majeure et l'ajoutent à leur effectif au premier jour de la nouvelle saison. Pressenti par plusieurs comme l'aspirant principal au titre de recrue par excellence en 2006, ses débuts ne sont guère reluisants : il doit attendre sa 11e présence officielle au bâton pour obtenir son premier coup sûr de l'année, alors qu'il compte déjà sept retraits sur des prises. Malgré ce départ hasardeux, il connaît néanmoins une bonne première saison et se ressaisit rapidement. Il est nommé recrue par excellence du mois d'avril dans la Ligue nationale de baseball avec ,344 de moyenne au bâton, un pourcentage de présence sur les buts de ,400, une moyenne de puissance de ,552, 33 coups sûrs, cinq circuits, 16 points produits, 15 points marqués et même deux buts volés.
Joueur de premier coussin titulaire de l'équipe, il s'aligne avec Milwaukee pour 157 parties, donc la presque totalité du calendrier régulier. Il affiche une moyenne au bâton de ,271 avec 28 coups de circuit et 81 points produits. Ses 28 circuits sont un sommet parmi les joueurs de première année des majeures en 2006.
Fielder termine septième au vote déterminant la recrue de l'année dans la Ligue nationale, un titre qui est décerné cette année-là à Hanley Ramirez des Marlins de la Floride.

##### Saison 2007

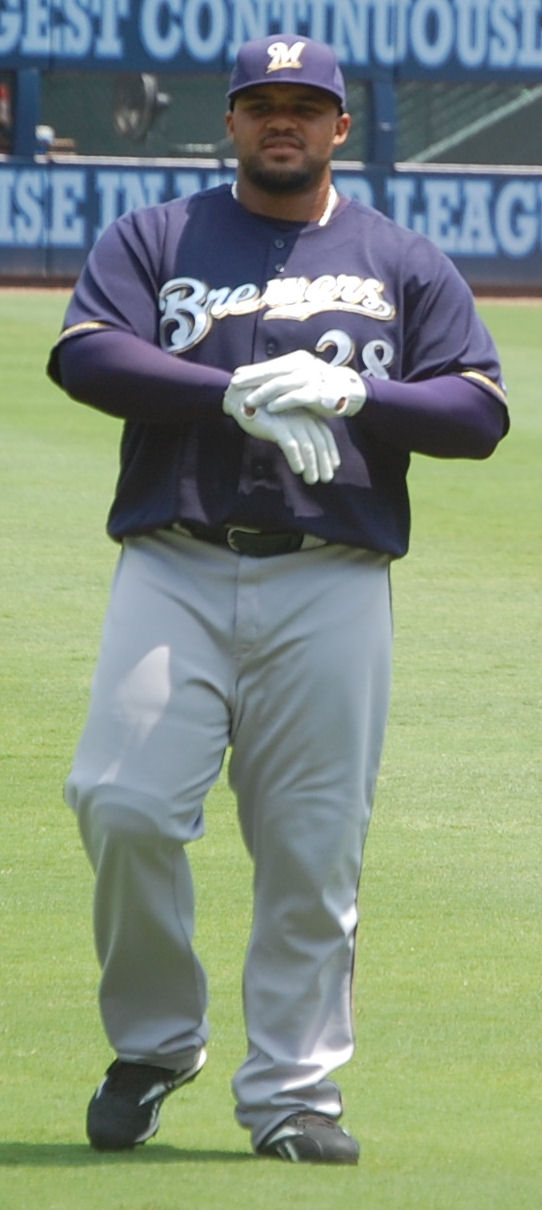
Prince Fielder en 2008 lors d'un match à Atlanta.

Après des débuts encourageants à sa première saison complète en 2006, la saison 2007 est celle où le talent de Prince Fielder apparaît véritablement au grand jour.
Avec une soirée de deux coups de circuit le 26 septembre contre les Cardinals de Saint-Louis, il réussit ses 49e et 50e longues balles de l'année. Avec un cinquième match de deux circuits depuis le début de cette saison, Prince Fielder, âgé de 23 ans, est maintenant le plus jeune joueur de l'histoire des ligues majeures à cogner 50 circuits en une saison, faisant mieux que le légendaire Willie Mays qui avait 24 ans lorsqu'il obtint 51 circuits pour les Giants de New York en 1955.
Fielder devient aussi le premier joueur de la franchise des Brewers à atteindre les 50 circuits en un an et établit donc la nouvelle marque d'équipe, éclipsant le total de 45 partagé par Gorman Thomas (en 1979) et Richie Sexson (en 2001 puis 2003). Il est le meilleur frappeur de circuits de la Ligue nationale en 2007, mais le deuxième dans les majeures derrière les 54 d'Alex Rodriguez des Yankees de New York. La moyenne de puissance de ,618 affichée par Fielder est la meilleure de la Nationale et la deuxième meilleure en MLB derrière ce même Rodriguez. Le cogneur des Brewers se classe troisième dans la Nationale avec 119 points produits, devancé seulement par Matt Holliday des Rockies et Ryan Howard des Phillies. Il est cinquième dans les majeures pour le total de buts (354) et au chapitre des coups sûrs de plus d'un but, il prend avec une récolte de 87 le quatrième rang des majeures derrière Holliday (92), Jimmy Rollins des Phillies et David Ortiz des Red Sox (88 chacun). Il égale son total de 35 doubles de l'année précédente.
En mai, il est nommé meilleur joueur du mois dans la Ligue nationale.
Entre autres exploits, il réussit le 17 juin 2007 au Metrodome de Minneapolis face aux Twins celui peu commun d'un circuit sur frappe intérieure (à l'intérieur du terrain), chose d'autant plus étonnante que Fielder, loin d'être considéré comme un rapide coureur, pèse à ce moment 262 livres.
Fielder honore à la mi-saison sa première sélection au match des étoiles du baseball majeur. C'est la première saison qu'il côtoie chez les Brewers la recrue de l'année de la saison 2007 dans la Ligue nationale, Ryan Braun. Les deux formeront un redoutable duo offensif pour les Brewers pendant des années.
À l'issue du calendrier régulier, qui voit Milwaukee échapper de peu (seulement deux parties de retard) le championnat de la division Centrale aux mains des Cubs de Chicago, Prince Fielder reçoit le Bâton d'argent du meilleur premier but offensif de sa ligue. L'un des favoris au titre de joueur par excellence de la saison dans la Ligue nationale, Fielder rate cependant l'honneur. Malgré cinq votes de première place au scrutin, il prend la troisième place derrière le lauréat Jimmy Rollins et Matt Holliday.

##### Saison 2008
En 2008, la vedette des Brewers est incapable de répéter ses impressionnantes statistiques offensives de 2007, mais demeure néanmoins une menace à l'attaque. L'entraînement de printemps débute sur le mauvais pied : Fielder l'entreprend avec en poche un nouveau contrat d'une seule saison, pour 670 000 dollars. En vertu de la convention collective en vigueur dans le baseball majeur, si une équipe ne peut venir à une entente sur un contrat et/ou un salaire avec un joueur comptant 3 années ou moins d'expérience dans les grandes ligues, cette équipe peut obliger l'athlète à accepter un contrat d'une année pour le salaire qu'elle détermine. Fielder exprime publiquement sa déception face à l'entente qu'il signe à contrecœur.
Son nombre de coups de circuit est en chute, passant de 50 à 34, bon pour une 8e place en Ligue nationale. Le 19 juin, il réussit le second coup de circuit à l'intérieur du terrain de sa carrière. Il obtient tout de même 162 coups sûrs, seulement trois de moins que la saison précédentes et il connaît la troisième de quatre saisons consécutives d'au moins 30 doubles. Il termine avec 102 points produits. Il obtient quelques vote au scrutin du joueur de l'année dans la Nationale, prenant la 20e place.
Le 4 août, lors d'une visite aux Reds de Cincinnati, une échauffourée éclate dans l'abri des Brewers après une dispute entre Fielder et le lanceur partant Manny Parra. Ce dernier, tout juste retiré de la partie, avait apparemment l'intention de retraiter vers le vestiaire au lieu de rester avec ses coéquipiers aux abords du terrain, et les deux hommes en viennent presque aux coups. L'intervention de coéquipiers et d'instructeurs calme les esprits.
Fielder termine la campagne en force et est nommé meilleur joueur de la semaine du 15 au 21 septembre, l'avant-dernière du calendrier régulier. Les Brewers terminent une fois de plus derrière les Cubs de Chicago dans la section Centrale, cette fois avec sept matchs et demi de retard sur les champions de division. Mais avec 90 victoires en saison régulière, ils se qualifient à titre de meilleurs deuxièmes pour une première participation en 27 ans aux séries éliminatoires. Fielder livre de très mauvaises performances à sa première tentative en matchs d'après-saison : avec un seul coup sûr en 14 présences, sa moyenne au bâton se chiffre à un horrible ,071. Il cogne néanmoins un circuit de deux points dans une cause perdante lors du quatrième match de la Série de divisions, un affrontement de première ronde opposant les Brewers aux Phillies de Philadelphie. Milwaukee perd cette partie 6-2 et subit l'élimination aux mains des éventuels champions de la Série mondiale.

##### Saison 2009

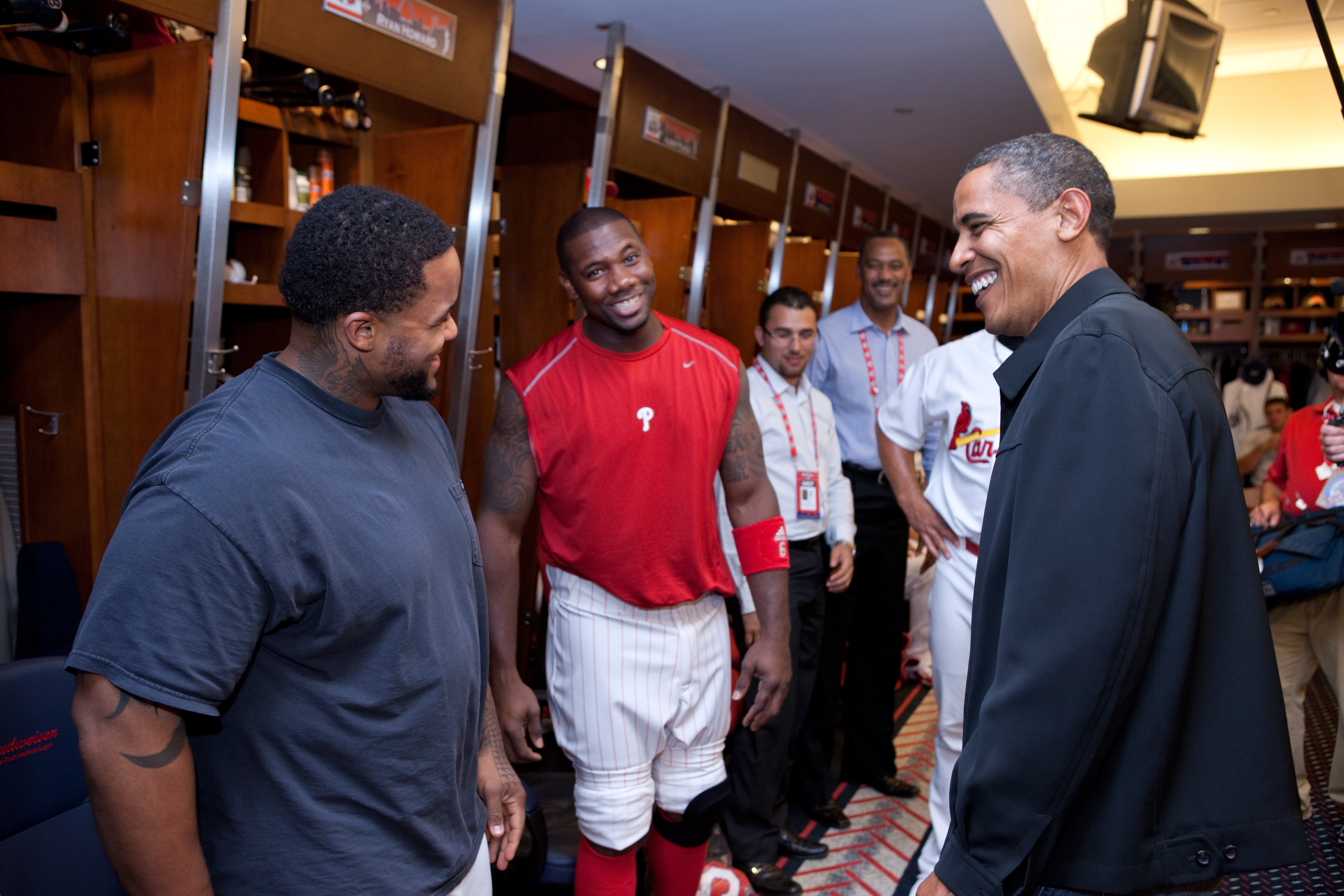
Prince Fielder, Ryan Howard et le président américain Barack Obama lors du match des étoiles 2009 à Saint-Louis.

En janvier 2009, Prince Fielder signe un nouveau contrat de deux saisons évalué à 18 millions de dollars.
Prince Fielder dispute les 162 parties de saison régulière des Brewers en 2009 et établit un nouveau record personnel de 141 points produits, un sommet dans le baseball majeur à égalité avec Ryan Howard du club de Philadelphie. Il pulvérise le record de points produits en une saison par un joueur des Brewers, dépassant le 19 septembre l'ancienne marque de 126 qui était détenue depuis 1983 par Cecil Cooper. Fielder établit le nouveau record dans un match contre les Astros de Houston, le club dont Cooper est justement le manager à ce moment-là. Auteur de 30 doubles la saison précédente, il égale ses totaux de 35 coups de deux buts de 2006 et 2007 pour une quatrième année consécutive de 30 doubles ou plus. Il soutire 110 buts-sur-balles aux lanceurs adverses, 20 de plus que son record personnel précédent établi deux ans plus tôt. Il affiche ses meilleures moyenne au bâton (,299) et moyenne de présence sur les buts (,412) en carrière.
Fielder cogne 46 coups de circuit, le second plus haut total des majeures, battu seulement par les 47 d'Albert Pujols et le deuxième plus grand nombre dans l'histoire par un joueur des Brewers après sa saison record de 2007. Pujols, élu meilleur joueur de la ligue cette année-là, domine plusieurs des catégories offensives en 2009, mais Fielder n'est jamais loin derrière. Il se classe deuxième derrière la vedette des Cardinals pour la moyenne de puissance (,602) et le total de buts (356, deux de plus que son meilleur total précédent). Le premier but des Brewers est de plus troisième dans la Ligue nationale pour les coups sûrs de plus d'un but derrière Pujols et Ryan Howard.
Étrangement, après 129 coups de circuit dans le baseball majeur, Prince Fielder ne compte toujours pas de grand chelem. Il ajoute cette réussite à son palmarès le 15 juin au Progressive Field de Cleveland lors d'une visite aux Indians : il envoie le lancer de Rafael Perez dans les gradins du champ centre-droit pour le circuit de 4 points, ceci dans une huitième manche de six points où les Brewers transforment un déficit de 8-12 en victoire de 14-12. Fielder réalise un sommet personnel de six points produits en un match.
Invité pour la seconde fois au match des étoiles de mi-saison, Fielder remporte le concours de coups de circuit (Home Run Derby) tenu annuellement en marge de l'événement, présenté en 2009 à Saint-Louis. Il en cogne 23, battant Nelson Cruz dans la ronde finale, dont une impressionnante frappe à 503 pieds du marbre.
Le 4 août au Dodger Stadium de Los Angeles, Fielder est atteint par un lancer de Guillermo Mota, des Dodgers, apparemment en représailles pour un joueur de l'équipe locale atteint précédemment dans la partie par un lanceur des Brewers. Après le match, Fielder est en furie et se dirige vers le vestiaire des Dodgers pour confronter Mota, avec aux talons une horde de coéquipiers qui tentent de le convaincre d'abandonner son projet. Le tout est filmé par des caméras et la ligue, après analyse des incidents, impose des amendes aux deux hommes, sans toutefois aller jusqu'à des suspensions.
Prince Fielder termine quatrième au vote du joueur par excellence de la saison, un scrutin où Albert Pujols est un choix unanime qui ne laisse aucune chance aux autres candidats.

##### Saison 2010

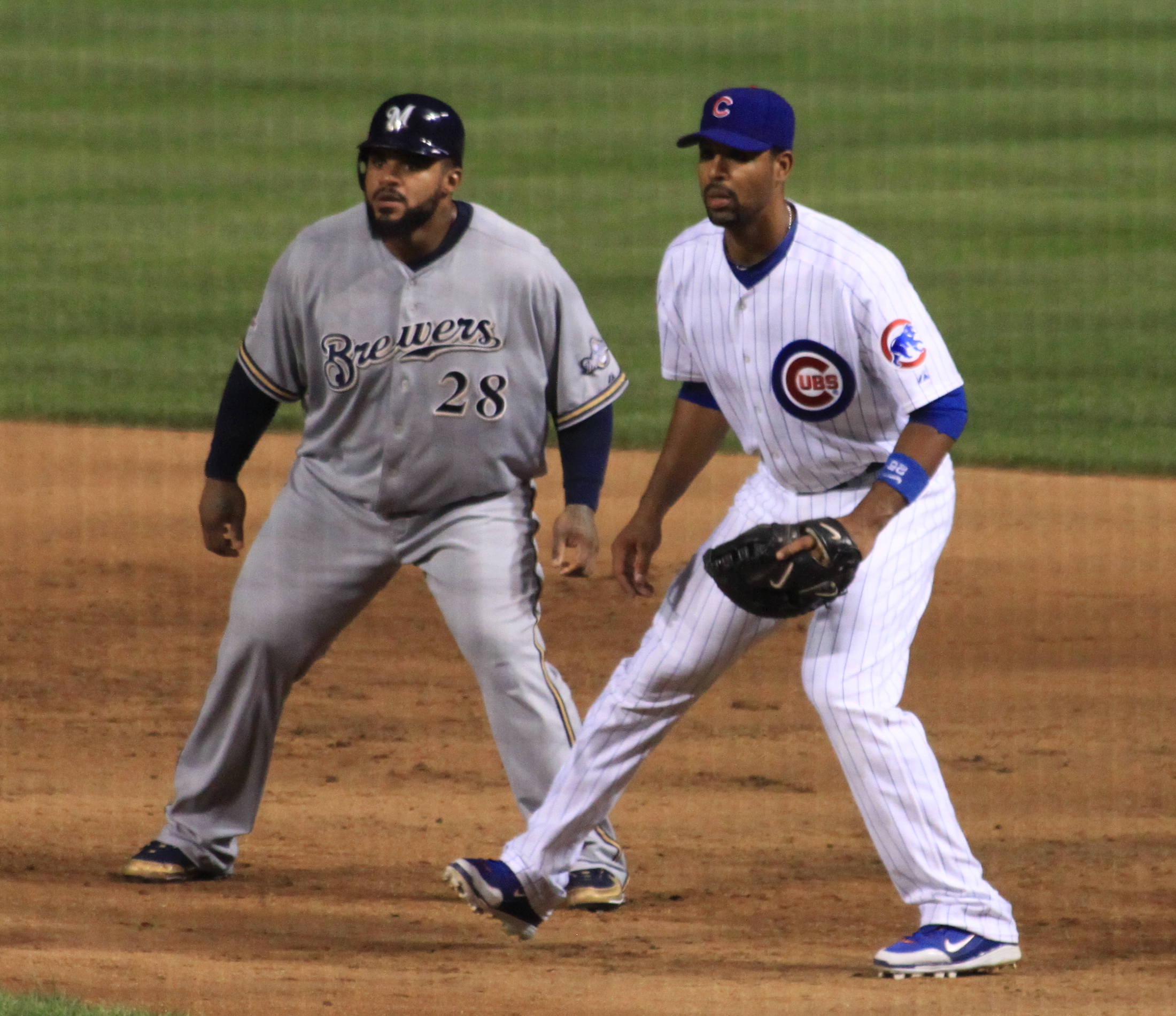
Prince Fielder au premier but dans un match face aux Cubs de Chicago. À sa gauche, Derrek Lee.

En 2010, Fielder ajoute 32 circuits pour Milwaukee et produit 83 points. Il est troisième de la Ligue nationale avec une moyenne de présence sur les buts de ,401, derrière le joueur par excellence Joey Votto et Albert Pujols. Il est le frappeur des ligues majeures ayant obtenu le plus de buts-sur-balles, soit 114.

##### Saison 2011
En janvier 2011, Fielder accepte un contrat de 15,5 millions de dollars pour une année avec Milwaukee, évitant ainsi l'arbitrage salarial. C'est la somme la plus généreuse offerte pour une saison par la franchise. Le principal intéressé se déclare satisfait, mais les inquiétudes sont grandes à Milwaukee puisque la vedette du club doit devenir agent libre en novembre suivant.
Fielder est nommé joueur par excellence du mois de juin 2011 dans la Ligue nationale de baseball, un honneur qu'il reçoit pour la seconde fois de sa carrière, l'ayant mérité en mai 2007 déjà. En juin 2011, frappe 10 coups de circuit et mène la ligue durant cette période pour les points produits avec 27.
Élu par le public joueur de premier but partant de l'équipe de la Ligue nationale au match des étoiles 2011 disputé en Arizona, il frappe un circuit de trois points dans la victoire de 5-1 de la Ligue nationale sur la Ligue américaine. À son troisième match d'étoiles, il est nommé joueur par excellence de la partie. Il est le premier joueur de l'histoire des Brewers à être élu joueur par excellence d'un match d'étoiles.
Fielder termine la saison 2011 avec ,299 de moyenne au bâton, 38 circuits et 120 points produits. Il est deuxième dans la Ligue nationale pour les circuits et les points produits derrière Matt Kemp des Dodgers de Los Angeles. Sa moyenne de présence sur les buts de ,415 n'est battue que par Joey Votto (,416) des Reds de Cincinnati. Il est troisième pour la moyenne de puissance (,566) derrière son coéquipier Ryan Braun et Matt Kemp. Il est troisième de la Nationale derrière Kemp et Braun pour le total de buts (322) et mène tout le baseball majeur avec 32 buts-sur-balles intentionnels reçus des lanceurs adverses. Fielder est l'un des quelques joueurs du baseball cette année-là à disputer la totalité des matchs (162) de saison régulière de son club. Il aide les Brewers à remporter un premier championnat de division en 29 ans. Au vote déterminant après la saison le joueur par excellence de la Ligue nationale, Fielder termine troisième derrière le lauréat Ryan Braun et Matt Kemp. Il gagne son second Bâton d'argent comme meilleur joueur de premier but offensif de la ligue.

#### Tigers de Détroit

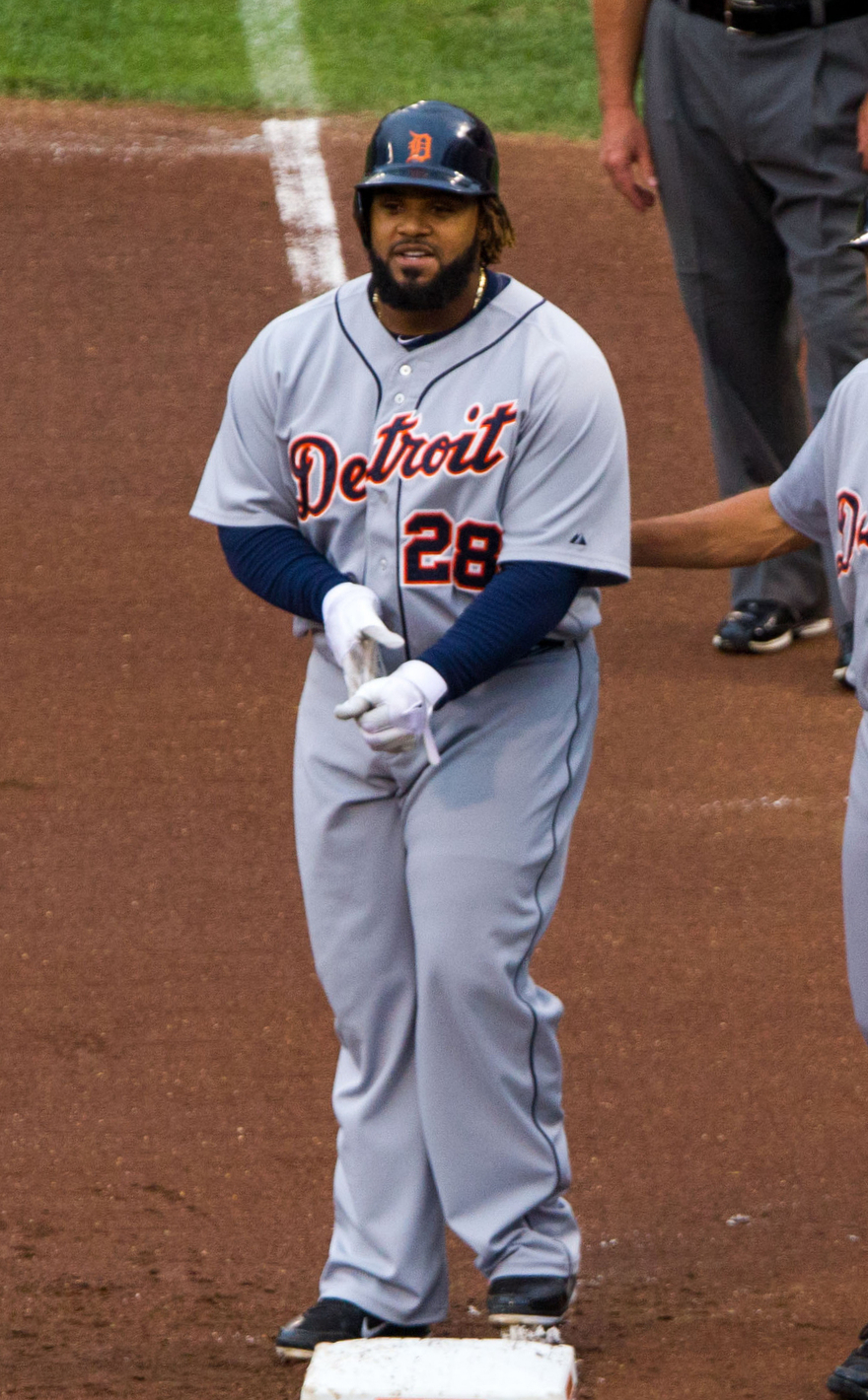
Prince Fielder en 2012 avec les Tigers.

##### Saison 2012
Devenu agent libre après la saison 2011, il est le joueur autonome le plus convoité de l'entre-saison après la superstar des Cardinals de Saint-Louis, Albert Pujols. Les rumeurs les plus persistantes l'envoient au Texas, à Washington ou à Seattle, mais c'est finalement une équipe ayant peu fait l'objet de rumeurs qui le met sous contrat. En janvier 2012, plusieurs sources indiquent,, que Fielder en est venu à une entente de 9 saisons pour 214 millions de dollars avec les Tigers de Détroit. La rumeur devient réalité le 26 janvier lorsque Fielder est présenté à Détroit. Il s'agit du quatrième plus gros contrat offert à un joueur des Ligues majeures.
Fielder est voté sur l'effectif partant des étoiles de la Ligue américaine au match des étoiles 2012 et amorce le match au premier but. Il remporte le concours de circuit présenté la veille en marge de la partie d'étoiles. Il l'avait également gagné en 2009 alors qu'il représentait son équipe d'alors, les Brewers. Il est le deuxième joueur à remporter deux fois cette compétition présentée depuis 1985, avec Ken Griffey, Jr. (gagnant en 1994 et 1998).
Fielder joue les 162 parties de saison régulière des Tigers à sa première saison à Détroit. Il frappe 30 circuits et produit 108 points, en plus d'atteindre son nouveau record personnel de coups sûrs (182) en une saison. Sa moyenne au bâton de ,313 est la 6e meilleure de la Ligue américaine, sa moyenne de puissance (,528) le classe 7e de cette ligue, et il est second de l'Américaine et 3e des majeures derrière Joey Votto et Joe Mauer pour la moyenne de présence sur les buts (,412). Fielder remporte un troisième Bâton d'argent et prend le 9e rang du vote pour le meilleur joueur de la saison, remporté par son coéquipier Miguel Cabrera. Il connaît en revanche de mauvaises séries éliminatoires avec 9 coups sûrs en 52 présences au bâton (moyenne de ,173). Il ne frappe qu'un circuit en 13 matchs et est limité à un coup sûr dans les 4 parties de Série mondiale, que les Tigers perdent contre San Francisco.

##### Saison 2013
Fielder dispute tous les matchs de saison régulière des Tigers en 2013. C'est la troisième année de suite sans manquer un match, et il n'a raté qu'une partie en cinq saisons. Sa production offensive est toutefois en baisse avec une moyenne de puissance de ,457 et une moyenne au bâton de ,279. Il frappe 25 circuits, son plus bas total dans les majeures en une année, et produit 106 points. Il connaît de plus de difficiles séries éliminatoires avec 9 coups sûrs en 40 présences au bâton pour une moyenne de ,225 en 11 matchs, au cours desquels il ne claque aucun circuit et ne fait marquer aucun point.
À la mi-saison, il est invité au match d'étoiles pour la 5e fois de sa carrière et participe au concours de coups de circuit.

#### Rangers du Texas
Le 20 novembre 2013, les Tigers échangent Prince Fielder aux Rangers du Texas contre le joueur de deuxième but Ian Kinsler. Détroit transfère de plus une somme de 30 millions de dollars aux Rangers. Fielder délaisse le numéro d'uniforme 28 porté depuis le début de sa carrière en 2005 et endosse le numéro 84 avec les Rangers.
Il ne joue que 42 parties à sa première saison au Texas, frappant 3 circuits. Une opération à la nuque pour réparer une hernie discale met fin à sa saison. Le 16 mai 2014 était son 547e match de suite, une séquence amorcée le 14 septembre 2010 qui était alors la plus longue en cours dans les majeures, et qui faisait elle-même à la suite d'une série précédente de 327 matchs joués sans en rater un seul.
En 2015, Fielder reçoit les prix du meilleur retour de l'année dans la Ligue américaine décernés par la MLB et par Sporting News.
À partir de 2015, les Rangers assignent Mitch Moreland au poste de joueur de premier but et font passer Fielder à celui de frappeur désigné.

## Statistiques de joueur
| Statistiques à la frappe |           |           |      |      |     |      |     |    |     |     |    |    |     |     |       |       |       |
| Saison                   | Équipe    | Ligue     | G    | AB   | R   | H    | 2B  | 3B | HR  | RBI | SB | CS | BB  | SO  | BA    | OBP   | SLG   |
| 2005                     | MIL       | MLB       | 39   | 59   | 2   | 17   | 4   | 0  | 2   | 10  | 0  | 0  | 2   | 17  | 0,288 | 0,306 | 0,458 |
| 2006                     | MIL       | MLB       | 157  | 569  | 82  | 154  | 35  | 1  | 28  | 81  | 7  | 2  | 59  | 125 | 0,271 | 0,347 | 0,483 |
| 2007                     | MIL       | MLB       | 158  | 573  | 109 | 165  | 35  | 2  | 50  | 119 | 2  | 2  | 90  | 121 | 0,288 | 0,395 | 0,618 |
| 2008                     | MIL       | MLB       | 159  | 588  | 86  | 162  | 30  | 2  | 34  | 102 | 3  | 2  | 84  | 134 | 0,276 | 0,372 | 0,507 |
| 2009                     | MIL       | MLB       | 162  | 591  | 103 | 177  | 35  | 3  | 46  | 141 | 2  | 3  | 110 | 138 | 0,299 | 0,412 | 0,602 |
| 2010                     | MIL       | MLB       | 161  | 578  | 94  | 151  | 25  | 0  | 32  | 83  | 1  | 0  | 114 | 138 | 0,261 | 0,401 | 0,471 |
| 2011                     | MIL       | MLB       | 162  | 569  | 95  | 170  | 36  | 1  | 38  | 120 | 1  | 1  | 107 | 106 | 0,299 | 0,415 | 0,566 |
| 2012                     | DET       | MLB       | 162  | 581  | 83  | 182  | 33  | 1  | 30  | 108 | 1  | 0  | 85  | 84  | 0,313 | 0,412 | 0,528 |
| Totaux                   | 8 saisons | 8 saisons | 1160 | 4108 | 654 | 1178 | 233 | 10 | 260 | 764 | 17 | 10 | 651 | 863 | 0,287 | 0,393 | 0,538 |

## Vie personnelle
Prince Fielder et son épouse Chanel ont deux enfants, des garçons prénommés Jadyn et Haven.
Fielder et son père Cecil Fielder, une ancienne vedette des Ligues majeures, sont en froid depuis 2004, notamment parce que les problèmes personnels de jeu compulsif de ce dernier ont rendu leurs rapports difficiles. Prince blâme son père pour le divorce de ses parents et l'accuse d'avoir subtilisé 200 000 dollars reçus en boni à la signature de son premier contrat professionnel avec les Brewers en 2002. Les deux hommes ont échangé quelques paroles peu cordiales via la presse au fil des ans et ont été en froid pendant des années avant de finalement se réconcilier,.
Doté d'un physique rondelet à l'instar de son père Cecil, Prince Fielder pesait plus de 300 livres (136 kg) à l'école secondaire. Il abaisse son poids grâce au concours d'un entraîneur personnel et devient végétarien en 2008. En 2010, le baseball majeur indiquait pour Fielder un poids de 270 livres, et 275 livres en 2011 selon MLB.com. Il serait le joueur de moins de 6 pieds (il mesure 5 pieds 11 pouces, soit 1,80 m) le plus lourd de l'histoire, mais ces chiffres doivent être pris avec un grain de sel puisque souvent imprécis ou mis en doute, même dans le cas des joueurs actuels.